# Masoreten

Gen. 1:9 En God zei, "Laat het water worden samengebracht".
Letters
Klinkertekens
Voordrachttekens

Masoreten (of masorethen, Hebreeuws: ba'alei hamasorah, בעלי המסורה) ("overleveraars") waren middeleeuwse joodse geleerden in Palestina en Babylon, die de Hebreeuwse Bijbel voorzagen van klinker- en voordrachttekens en andere aantekeningen, de zogenaamde nikud en teamim. Het was hun bedoeling om de tekst van uitspraaktekens te voorzien.
De Joodse Bijbel (door christenen het Oude Testament genoemd) is geschreven in het Hebreeuws (met uitzondering van enkele stukken in het Aramees). Gedurende de laatste twee eeuwen voor Christus gingen de Joden in hun land (ongeveer het huidige Israël) meer en meer Aramees spreken en werd het Hebreeuws dus steeds minder goed beheerst. De rabbijnen bleven echter het Hebreeuws steeds goed beheersen en gebruiken voor onderlinge contacten. Omdat het Hebreeuwse schrift, ruw gezegd, een medeklinkerschrift is, ontstond er langzamerhand discussie over en zorg om de juiste uitspraak en daarmee ook interpretatie van de tekst.
Er werd een systeem ontwikkeld van klinkertekens en voordrachttekens, bestaande uit puntjes en streepjes, die onder en boven de eigenlijke letters (medeklinkers dus) geschreven werden. De masoreten hebben zich intensief met deze ontwikkeling beziggehouden. Daarbij moesten ook bepaalde grammaticale eigenschappen van de taal worden vastgelegd. In de tiende eeuw van de gewone jaartelling is de definitieve versie van de aldus ‘gepunctueerde’ tekst in Tiberias vastgelegd door Ben Asjer en Ben Naftali. Deze tekst wordt de Masoretische Tekst genoemd. Een masoretisch werk, de Sefer Ochla veOchla, wordt ook wel de Masora haGedola of "de grote overlevering" genoemd.
De Masoretische Tekst heeft autoriteit gekregen en wordt nog steeds als standaard gebruikt. Als men bijvoorbeeld het programma Davka Writer bestelt (een programma om Hebreeuws te schrijven op een computer met een ‘gewoon’ toetsenbord), wordt daarbij onder meer een Bijbelversie geleverd in de Masoretische Tekst.
De Masoretische punctuatie bestaat uit:
1. klinkertekens nikud: tekens voor de klinkers a, e, i, o en oe; het zijn er echter (veel) meer dan vijf ten gevolge van genoemde grammaticale eigenschappen;
2. voordrachttekens teamim: tekens die dienen om de juiste voordracht aan te geven en die daarmee ook de functie van leesteken hebben; zo worden zeer veel Bijbelverzen door een van deze tekens in twee delen verdeeld.

In de huidige staat Israël, waar het Hebreeuws weer de voertaal is, wordt in het algemeen zonder punctuatie geschreven en gedrukt (kranten, boeken). Wel worden de klinkertekens gebruikt bij het leren van de taal (veelal zonder dat men zich om de precieze grammaticale regels bekommert) en bij het leren lezen door kinderen. Men kan kinderen wel horen zeggen: “Hij leest al zonder puntjes.”